# Gripe de Hong Kong
A Gripe de Hong Kong foi a terceira pandemia de gripe do século XX, em 1968, em Hong Kong.
A gripe de Hong Kong ocorreu em 1968, com o aparecimento de uma nova variação maior na hemaglutinina do vírus Influenza A (H3N2), que deu origem a um novo subtipo. Esta variante antigénica produziu em Hong Kong, em meados de julho, uma epidemia de grande extensão, cuja origem parece ter sido a China, de onde se propagou ao mundo, seguindo as mesmas linhas de difusão que a gripe asiática.
Em outubro, a gripe chega ao Médio Oriente, detendo-se nestes países e só muito mais tarde chegando à Europa. Nos Estados Unidos (EUA), os primeiros casos foram detectados na Califórnia, de onde a epidemia se propagou rapidamente, estando em dezembro em todos os estados. Na Europa, a difusão foi muito mais lenta, tendo os primeiros surtos epidémicos surgido em 1969, apresentando-se em duas ondas epidêmicas.
Em todos os países, com excepção dos EUA, a doença foi benigna, não estando associada a grande número de mortes. Em Portugal, no final de 1968 e no início de 1969, assinalou-se a primeira onda epidémica. A segunda, mais extensa que a primeira, mas também de carácter benigno, verificou-se no início de 1970.
O sistema de vigilância epidemiológica coordenado pela Organização Mundial da Saúde, com a colaboração de um maior número - que em 1957 - de Centros Nacionais da Gripe de vários países e com a experiência nesse ano adquirida, tornou possível analisar as características do vírus em circulação, colocando-se a hipótese da circulação simultânea de mais do que uma estirpe da nova variante do vírus. Esta hipótese não foi confirmada laboratorialmente, deixando sem explicação o comportamento da nova estirpe, quer em termos de velocidade de disseminação quer em termos de virulência.

## Surto de H5N1
O vírus H5N1 foi isolado pela primeira vez em 1996 na China, na província de Guangdong, a partir de um ganso. No ano seguinte, em 1997, o primeiro surto desta doença (gripe aviária) em humanos foi registado em Hong Kong, com 18 casos, 6 deles fatais. 
O vírus só voltou a aparecer novamente em fevereiro de 2003, também em Hong Kong, com dois casos registados, um deles fatal. No fim de 2003, o vírus provocou a morte de dois tigres e dois leopardos num zoo da Tailândia, depois dos animais terem sido alimentados com galinhas, além de mais duas mortes humanas, fazendo assim em 2003, 4 casos de infecção com 4 mortes. Ainda neste ano, a Coreia do Sul relatou um surto de H5N1 em aves domésticas.